# Дольче (коммуна)
Дольче́ (итал. Dolcé) — коммуна в Италии, располагается в области Венеция, в провинции Верона.
Население составляет 2 575 человека (31-7-2017), плотность населения составляет 83,2 чел./км². Занимает площадь 30,95 км². Почтовый индекс — 37020. Телефонный код — 045.
Покровительницей коммуны почитается святая Лукия Сиракузская, празднование 13 декабря.

## Демография
Динамика населения:

## Города-побратимы
- Унденхайм, Германия (1996)

## Администрация коммуны
- Официальный сайт: http://www.comunedolce.it/ Архивная копия от 18 октября 2010 на Wayback Machine

## Примечание
1. ↑  Statistiche demografiche ISTAT. demo.istat.it. Дата обращения: 13 декабря 2019. Архивировано из оригинала 16 июля 2018 года.